# Гибсон, Мел
Мел Колм-Килле Дже́рард Ги́бсон (англ. Mel Colm-Cille Gerard Gibson; род. 3 января 1956, Пикскилл, Нью-Йорк, США) — австралийский и американский актёр, кинорежиссёр, сценарист и продюсер. Лауреат двух премий «Оскар» и премии «Золотой глобус» (1996) за режиссуру исторической драмы «Храброе сердце». В 2017 году был номинирован на премии «Оскар» и «Золотой глобус» за режиссуру военной драмы «По соображениям совести». Почётный офицер ордена Австралии.

## Биография

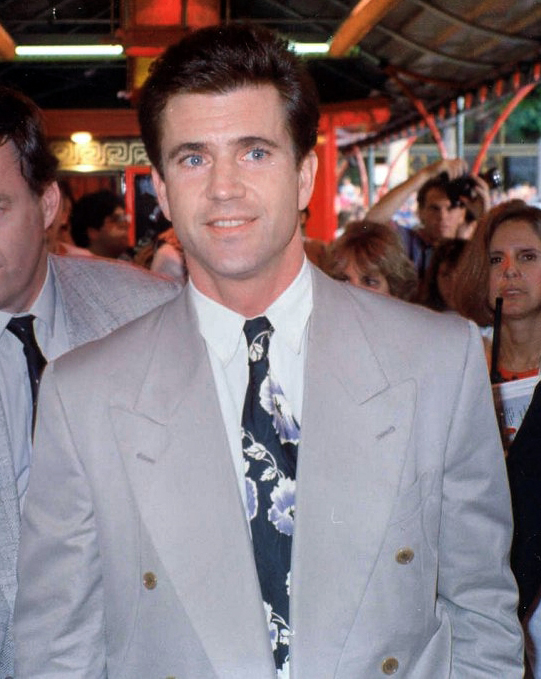
Мел Гибсон на премьере фильма Эйр Америка, 1990 год

Родился 3 января 1956 года в семье ирландцев-католиков и был шестым из одиннадцати детей. Бабушкой Гибсона по отцовской линии была оперная певица (контральто) Ева Милотт (1875—1920), родившаяся в Австралии от ирландских родителей, а дедушкой — Джон Хаттон Гибсон, миллионер и владелец табачного бизнеса с американского юга.
Своё первое имя он получил в честь святого Мэла, покровителя Арды, откуда была родом мать актёра; а второе имя (Colm-Cille) совпадает с ирландским святым Колумбой и поместьем в Лонгфорде, где, опять же, выросла мать Мела. В 1968 году Гибсоны переехали в Австралию, где у них появилось ещё пять детей. Перед этим отец, потерявший работу, отсудил у компании 145 тысяч долларов за производственную травму.
Окончив австралийскую школу, Мел поступил в Национальный институт драматического искусства (англ. National Institute of Dramatic Art) в Сиднее. Первую роль Гибсон сыграл ещё студентом в фильме «Летний город».
В 1979 году актёр снялся в фильмах «Тим» и «Безумный Макс», за которые получил несколько наград в различных номинациях. Параллельно Гибсон играл на сцене, будучи членом государственной театральной труппы Южной Австралии в Аделаиде. Среди его ролей: Эстрагон в пьесе «В ожидании Годо», Бифф Ломан в «Смерти коммивояжёра» 1982 года (Сидней) и др. В тот период Гибсон страдал от комплекса неполноценности. Он был маленького роста и на съёмках ему приходилось вставать на низкую скамейку. Кроме того он употреблял много алкоголя и участвовал в драках. Это сделало его непопулярным в глазах коллег.
Мировую известность Гибсону принесла роль во второй части «Безумного Макса» (1981). После этого успеха актёр начал сниматься в Голливуде, где дебютировал в фильме «Баунти» (1984).
Я впервые задумался о том, чтобы стать режиссером, в 16 лет. Я хотел снять кино о викингах на старонорвежском, который тогда изучал. Глупая идея, да? Но именно поэтому я стал режиссером.
В начале 1990-х годов Гибсон основал кинокомпанию Icon Productions, решив попробовать себя в роли режиссёра. Дебютом Гибсона в новом качестве стал фильм «Человек без лица»; вторая режиссёрская работа была успешнее — это была эпическая драма про борьбу шотландцев за независимость под руководством Уильяма Уоллеса «Храброе сердце». Фильм был номинирован на «Оскар» в десяти номинациях и выиграл в пяти, включая премию за лучший фильм года и лучшую режиссуру. В батальных сценах фильма было задействовано до двух тысяч статистов.
В 2000 году Гибсон исполнил главную роль в фильмах «Патриот» Роланда Эммериха и «Чего хотят женщины» Нэнси Майерс. Обе ленты успешно прошли в прокате и стали классикой. В 2002 году актёра можно было увидеть в мистическом триллере «Знаки» М. Найта Шьямалана в компании Хоакина Феникса.
В 2004 году Гибсон снял фильм «Страсти Христовы», который шокировал общественность крайне жестокими сценами и детальным воссозданием Эрец Исраэль начала нашей эры методом использования арамейского, латинского и древнееврейского языков, на которых говорили во времена Христа. Картина представляет собой попытку детально воссоздать последние двенадцать часов из жизни Иисуса Христа. «Страсти Христовы» заслужили высокую оценку со стороны папы римского Иоанна Павла II. Несмотря на смешанные отзывы многих критиков, «Страсти Христовы» имел ошеломляющий успех в прокате.
В 2006 году вышел ещё один исторический эпос Мела Гибсона — «Апокалипсис», посвящённый последнему периоду цивилизации майя. В этой работе показан закат цивилизации майя, которая к 1500 году находилась в состоянии угасания. Вопреки более ранним собственным заявлениям кинематографиста, фильм не стал его последней режиссёрской работой. Спустя 10 лет, в 2016 году на экраны вышла пятая режиссёрская работа Гибсона — военная драма «По соображениям совести».
Гибсону предлагали сыграть роль Одина в первом «Торе» от Marvel Studios, но актёр отказался.
В 2014 году Гибсон присоединился к актёрскому составу фильма «Неудержимые 3» в роли главного антагониста. В 2017 году — сыграл отвязного отца Марка Уолберга в рождественской комедии «Здравствуй, папа, Новый год! 2». В 2018 году актёра можно было увидеть в двух фильмах: биографической драме «Игры разумов», в котором Гибсон сыграл Джеймса Мюррея, редактора Оксфордского словаря, и детективном боевике «Закатать в асфальт».
В 2021 году вышел научно-фантастический боевик «День курка», в котором Мел Гибсон исполнил роль полковника Клайва Вентора. В фильме также снялись Фрэнк Грилло и Наоми Уоттс.

## Взгляды и заявления
Чем незаметнее зло, тем оно страшнее. Дьявол не держит над головой неоновую вывеску «дьявол». Зло находит свой путь к каждому из нас, но есть одно общее: в первую очередь зло убеждает тебя, что его не существует.
Отец Мела Гибсона много лет был убеждённым атеистом. Он получил тройной перелом позвоночника, поскользнувшись на машинном масле, когда Мел был подростком. Врачи прогнозировали ему пожизненную инвалидную коляску, но, по словам Гибсона-старшего, ему во сне явилась Дева Мария и пообещала, что тот восстановится. Через несколько месяцев Гибсон-старший действительно встал на ноги. После этого он основал собственную религиозную общину. С тех пор отец Мела Гибсона — католик-седевакантист, известный своими крайне консервативными взглядами, которые и побудили его в своё время переселиться в Австралию. Он утверждал, что Второй Ватиканский собор «был следствием заговора евреев с масонами для контроля над церковью», а Холокост — всего только выдумка сионистов. Гибсон-младший также исповедует католичество. Его не раз критиковали за то, что он отказывается осудить реакционные взгляды отца. Он объяснял, что его отец — это его отец, а то, что кому-то не нравятся взгляды его отца, — не его проблемы.
В 1984 году Гибсон был оштрафован на 400 долларов и на три месяца лишён водительских прав за нахождение за рулём в состоянии опьянения. Со слов актёра, пристрастие к алкоголю чуть не довело его до самоубийства. Тем не менее 28 июля 2006 Мел Гибсон снова был арестован за управление автомобилем в нетрезвом виде: актёр сидел за рулём с открытой бутылкой текилы. Во время ареста Гибсон позволил себе антисемитские высказывания о том, что евреи были причиной всех войн в истории, что послужило поводом для резкой критики со стороны его голливудских коллег, телевизионных комментаторов, еврейских организаций, а также достаточно суровых заявлений от некоторых кинокомпаний.
В 1992 году Гибсон был обвинён в гомофобии в связи с непристойными жестами и заявлениями (см. Mel), прозвучавшими в интервью испанской газете «Эль Паис». Впоследствии он в грубой форме отверг предложение извиниться перед гомосексуалами:

Я извинюсь, когда замёрзнет ад. Они могут идти *****.Оригинальный текст (англ.)I’ll apologize when hell freezes over. They can fuck off.

Он публично поддерживает католиков-традиционалистов по многим вопросам, в частности — выступал против отключения Терри Шайво от аппарата искусственного питания.
По поводу «Страстей Христовых» он заявил в интервью журналу The New Yorker: «Мне бывают знаки. Точнее, знамения. Они столь же понятны мне, как и всем католикам». При встрече с католиками режиссёр уточнил, что фильм снимал через него Святой Дух, а он только был последователем («I was just directing traffic»).

## Личная жизнь

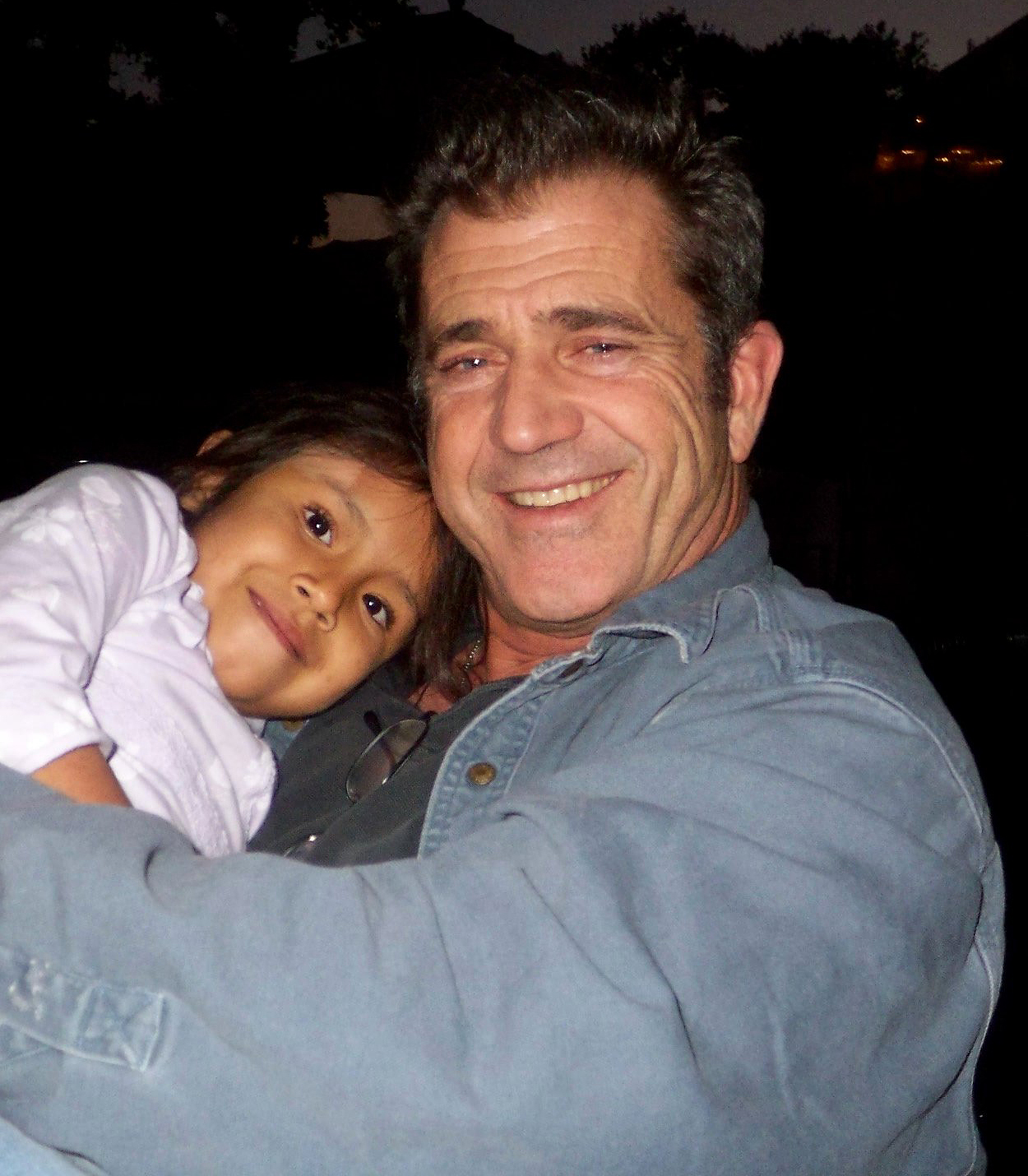
Мел Гибсон в 2007 году

В молодости Гибсон имел беспорядочные отношения с девушками, пьянствовал и часто дебоширил. Всё изменилось после очень серьёзной драки, в которой актёр получил тяжёлую черепно-мозговую травму. Три дня он был при смерти. После выписки из больницы он два года осмысливал произошедшее с ним. Он стал убеждённым католиком, примерным семьянином и полностью изменил своё актёрское амплуа.
В 1980 году Мел Гибсон женился на Робин Мур. У пары родилось семеро детей: Ханна (1981), близнецы Эдвард и Кристиан (1983), Вилли (1986), Луи (1988), Майло (1991) и Томми (2000). В апреле 2009 года стало известно, что Гибсон и жена уже три года живут раздельно. 17 апреля 2009 года Мур подала на развод, а 29 апреля Мел Гибсон официально появился на премьере фильма «Люди Икс: Начало. Росомаха» с Оксаной Григорьевой. 26 мая Гибсон официально заявил на шоу Джея Лено, что Григорьева ждёт от него ребёнка. В апреле 2010 года появились сообщения, что Мел Гибсон и Оксана Григорьева решили разорвать отношения, хотя намереваются сохранить некоторые связи между собой из-за необходимости совместного воспитания их дочери Люсии. В июне 2010 года стало известно, что между Мелом Гибсоном и Оксаной Григорьевой началось судебное разбирательство по поводу того, кто должен воспитывать дочь. Григорьева обвиняет Гибсона в даче ложных показаний суду. Суд обязал Гибсона выплатить Григорьевой 60 тыс. долларов в качестве алиментов и оплачивать дом, где она живёт с ребёнком.
26 декабря 2011 года был расторгнут брак Мела Гибсона и Робин Мур. Гибсона обязали выплатить половину состояния. Кроме того, все будущие доходы актёра также будут поделены пополам с экс-женой.
Мне нравится быть отцом. Так ты становишься моложе. А ещё это возможность начать жизнь сначала, разглядывая её под другим углом.
В октябре 2012 года стало известно о новом романе актёра со спортсменкой, исполнительницей кинотрюков Эшли Кусато.
17 сентября 2016 года было подтверждено что Мел Гибсон и 26-летняя писательница Розалинда Росс, бывшая наездница-акробатка, ожидают первенца.
20 января 2017 года у пары родился сын. Мальчика назвали Ларс Джерард.
Гибсон занимался бразильским джиу-джитсу.
В 2005 году Мел Гибсон выкупил у японской сети отелей Tokyu Corporation остров Манго за 15 миллионов долларов.

## Фильмография
| Во избежание загромождения и захламления раздела, в нём представлены фильмы и сериалы, которые уже вышли в прокат, а также проекты, которые как минимум находятся на этапе съёмочного периода. |

### Актёр
| Год  |     | Русское название                                          | Оригинальное название                                      | Роль                                   |
| ---- | --- | --------------------------------------------------------- | ---------------------------------------------------------- | -------------------------------------- |
| 1977 | ф   | Летний город                                              | Summer City                                                | Сколлоп                                |
| 1979 | ф   | Тим                                                       | Tim                                                        | Тим                                    |
| 1979 | ф   | Безумный Макс                                             | Mad Max                                                    | Макс Рокатански                        |
| 1980 | ф   | Цепная реакция                                            | The Chain Reaction                                         | бородатый механик (не указан в титрах) |
| 1981 | ф   | Галлиполи                                                 | Gallipoli                                                  | Фрэнк Данн                             |
| 1981 | ф   | Безумный Макс 2: Воин дороги                              | Mad Max 2                                                  | Макс Рокатански                        |
| 1982 | ф   | Атакующая группа «Зет»                                    | Attack Force Z                                             | капитан Келли                          |
| 1982 | ф   | Год опасной жизни                                         | The Year of Living Dangerously                             | Гай Гэмильтон                          |
| 1984 | ф   | Баунти                                                    | The Bounty                                                 | помощник капитана Флетчер Кристиан     |
| 1984 | ф   | Река                                                      | The River                                                  | Том Гарви                              |
| 1984 | ф   | Миссис Соффел                                             | Mrs. Soffel                                                | Эд Биддл                               |
| 1985 | ф   | Безумный Макс 3: Под куполом грома                        | Mad Max Beyond Thunderdome                                 | Макс Рокатански                        |
| 1987 | ф   | Смертельное оружие                                        | Lethal Weapon                                              | Мартин Риггс                           |
| 1988 | ф   | Пьяный рассвет                                            | Tequila Sunrise                                            | Дейл «Мак» Маккьюсик                   |
| 1989 | ф   | Смертельное оружие 2                                      | Lethal Weapon 2                                            | Мартин Риггс                           |
| 1990 | ф   | Гамлет                                                    | Hamlet                                                     | Гамлет                                 |
| 1990 | ф   | Птичка на проводе                                         | Bird on a Wire                                             | Рик Джармин                            |
| 1990 | ф   | Эйр Америка                                               | Air America                                                | Джин Райэк                             |
| 1992 | ф   | Вечно молодой                                             | Forever Young                                              | капитан Дэниел Маккормик               |
| 1992 | ф   | Смертельное оружие 3                                      | Lethal Weapon 3                                            | Мартин Риггс                           |
| 1993 | ф   | Человек без лица                                          | The Man Without a Face                                     | Джастин Маклеод                        |
| 1994 | ф   | Мэверик                                                   | Maverick                                                   | Брэт Мэверик-мл.                       |
| 1995 | ф   | Храброе сердце                                            | Braveheart                                                 | Уильям Уоллес                          |
| 1995 | ф   | Каспер                                                    | Casper                                                     | камео (не указан в титрах)             |
| 1995 | мф  | Покахонтас                                                | Pocahontas                                                 | капитан Джон Смит                      |
| 1996 | ф   | Выкуп                                                     | Ransom                                                     | Том Маллен                             |
| 1997 | ф   | Теория заговора                                           | Conspiracy Theory                                          | Джерри Флетчер                         |
| 1997 | ф   | День отца                                                 | Fathers' Day                                               | Скотт (не указан в титрах)             |
| 1997 | ф   | Волшебная история                                         | FairyTale: A True Story                                    | отец Фрэнсис                           |
| 1998 | ф   | Смертельное оружие 4                                      | Lethal Weapon 4                                            | Мартин Риггс                           |
| 1999 | ф   | Расплата                                                  | Payback                                                    | Портер                                 |
| 2000 | ф   | Отель «Миллион долларов»                                  | The Million Dollar Hotel                                   | детектив Скиннер                       |
| 2000 | ф   | Патриот                                                   | The Patriot                                                | Бенджамин Мартин                       |
| 2000 | ф   | Чего хотят женщины                                        | What Women Want                                            | Ник Маршалл                            |
| 2000 | мф  | Побег из курятника                                        | Chicken Run                                                | Рокки                                  |
| 2002 | ф   | Мы были солдатами                                         | We Were Soldiers                                           | подполковник Хэл Мур                   |
| 2002 | ф   | Знаки                                                     | Signs                                                      | преподобный Грэм Хесс                  |
| 2003 | ф   | Поющий детектив                                           | The Singing Detective                                      | доктор Гиббон                          |
| 2004 | ф   | Папарацци                                                 | Paparazzi                                                  | пациент терапии (камео)                |
| 2006 | док | Кто убил электромобиль?                                   | Who Killed the Electric Car?                               | камео                                  |
| 2010 | ф   | Возмездие                                                 | Edge of Darkness                                           | Томас Крэйвен                          |
| 2010 | ф   | За любовь к свободе: История чернокожих патриотов Америки | For Love of Liberty: The Story of America's Black Patriots | текст от автора                        |
| 2011 | ф   | Бобёр                                                     | The Beaver                                                 | Уолтер Блэк                            |
| 2012 | ф   | «Весёлые» каникулы                                        | Get the Gringo                                             | Гринго                                 |
| 2013 | ф   | Мачете убивает                                            | Machete Kills                                              | Лютер Воз                              |
| 2014 | ф   | Неудержимые 3                                             | The Expendables 3                                          | Конрад Стоунбэнкс                      |
| 2016 | ф   | Кровный отец                                              | Blood Father                                               | Джон Линк                              |
| 2017 | ф   | Здравствуй, папа, Новый год! 2                            | Daddy's Home 2                                             | Курт                                   |
| 2018 | ф   | Закатать в асфальт                                        | Dragged Across Concrete                                    | Бретт Риджмен                          |
| 2019 | ф   | Игры разумов                                              | The Professor and the Madman                               | профессор Джеймс Мюррей                |
| 2020 | ф   | День курка                                                | Boss Level                                                 | полковник Клайв Вентор                 |
| 2020 | ф   | Сила стихии                                               | Force of Nature                                            | Рэй Барретт                            |
| 2020 | ф   | Охота на Санту                                            | Fatman                                                     | Крис                                   |
| 2021 | ф   | Вальдо                                                    | Last Looks                                                 | Аластар Пинч                           |
| 2021 | ф   | Одинокий волк                                             | Dangerous                                                  | Доктор Алдервуд                        |
| 2022 | ф   | Игра агентов                                              | Agent Game                                                 | Олсен                                  |
| 2022 | ф   | Отец Стю                                                  | Father Stu                                                 | Билл Лонг                              |
| 2022 | ф   | В эфире                                                   | On the Line                                                | Элвис Куни                             |
| 2022 | ф   | Взрывная игра                                             | Hot Seat                                                   | Wallace Reed                           |
| 2022 | ф   | Парни под прикрытием                                      | Panama                                                     | Старк                                  |
| 2022 | ф   | Бандит                                                    | Bandit                                                     | Томми                                  |
| 2023 | ф   | Дорога отчаяния                                           | Desperation Road                                           | Митчелл Гейнс                          |
| 2023 | ф   | Время расплаты                                            | Confidential Informant                                     | Кевин Хикей                            |
| 2023 | с   | Континенталь                                              | The Continental: From the World of John Wick               | Кормак О'Коннор                        |
| 2024 | ф   | Список подозреваемых                                      | Boneyard                                                   | агент Петровик                         |
| 2024 | ф   | Кошмарные каникулы                                        | Monster Summer                                             | Джин                                   |

### Режиссёр
- 1991 — Мел Гибсон возвращается в школу (англ. Mel Gibson Goes Back to School)
- 1993 — Человек без лица (англ. The Man Without a Face)
- 1995 — Храброе сердце (англ. Braveheart)
- 2004 — Страсти Христовы (англ. The Passion of the Christ)
- 2004 — 2005 — Настоящие дикари, сериал (англ. Complete Savages) — несколько эпизодов
- 2006 — Апокалипсис (англ. Apocalypto)
- 2016 — По соображениям совести (англ. Hacksaw Ridge)
- 2025 — Особо опасный пассажир (англ. Flight Risk)[33]
- 2025 — Страсти Христовы: Воскресение (англ. The Passion of the Christ: Resurrection)[34]
- TBA — Смертельное оружие 5 (англ. Lethal Weapon 5)[35][36]

### Сценарист
- 2004 — Страсти Христовы (англ. The Passion of the Christ)
- 2006 — Апокалипсис (англ. Apocalypto)
- 2004 — 2005 — Настоящие дикари, сериал (англ. Complete Savages)
- 2012 — «Весёлые» каникулы (англ. Get the Gringo)

### Продюсер
- 1995 — Храброе сердце (англ. Braveheart)
- 2003 — Поющий детектив (англ. The Singing Detective)
- 2004 — Страсти Христовы (англ. The Passion of the Christ)
- 2004 — 2005 — Настоящие дикари, сериал (англ. Complete Savages)
- 2006 — Апокалипсис (англ. Apocalypto)
- 2012 — «Весёлые» каникулы (англ. Get the Gringo)
- 2014 — Обитель проклятых (англ. Eliza Graves)

## Премии и награды
| № | Год  | Фильм                   | Премия         | Категория        | Номинант                               | Результат |
| - | ---- | ----------------------- | -------------- | ---------------- | -------------------------------------- | --------- |
| 1 | 1996 | Храброе сердце          | Оскар          | Лучший фильм     | Мел Гибсон, Алан Лэдд мл. и Брюс Дэйви | Победа    |
| 2 | 1996 | Храброе сердце          | Оскар          | Лучшая режиссура | Мел Гибсон                             | Победа    |
| 3 | 1996 | Храброе сердце          | Золотой глобус | Лучшая режиссура | Мел Гибсон                             | Победа    |
| 4 | 2017 | По соображениям совести | Золотой глобус | Лучшая режиссура | Мел Гибсон                             | Номинация |
| 5 | 2017 | По соображениям совести | Оскар          | Лучшая режиссура | Мел Гибсон                             | Номинация |